# Donja Barica
Donja Barica je naseljeno mjesto u sastavu općine Bosanski Brod, Republika Srpska, BiH.

## Stanovništvo
| Donja Barica       |             |
| godina popisa      | 1991.       |
| Hrvati             | 1 (0,34)    |
| Srbi               | 292 (98,65) |
| Muslimani          | 1 (0,34)    |
| Jugoslaveni        | 2 (0,67)    |
| ostali i nepoznato | 0           |
| ukupno             | 296         |